# TIC 262605715
TIC 262605715 — одиночная звезда в созвездии Гидры на расстоянии приблизительно 366 световых лет (около 112 парсек) от Солнца. Звёздная величина диапазона T звезды — +12,555m.
Вокруг звезды обращается, как минимум, одна планета.

## Характеристики
TIC 262605715 — красный карлик спектрального класса M2V. Масса — около 0,577 солнечной, радиус — около 0,587 солнечного, светимость — около 0,06 солнечной. Эффективная температура — около 3845 K.

## Планетная система
В 2024 году группой астрономов, работающих в рамках программы TESS, было объявлено об открытии планеты TIC 262605715 b.